# Операція «Повернення додому» (1973)
Опера́ція «Пове́рнення додо́му» (англ. Homecoming)  — американська назва процедури  репатріації американських військовослужбовців, що потрапили в полон в ході В'єтнамської війни. 
Згідно з Паризькою угодою про припинення вогню і відновлення миру у В'єтнамі, сторони повинні були обмінятися полоненими, захопленими за час бойових дій. Операція «Homecoming» проводилася силами ВПС США, що забезпечували транспортування американських військовополонених з Північного В'єтнаму (в основному літаками C-141). Репатріація тривала з 12 лютого по 1 квітня 1973 року. Загалом, був звільнений 591 американський громадянин, у тому числі 457 осіб, що потрапили в полон у Північному В'єтнамі (майже всі - льотчики), 122 — у Південному В'єтнамі, 9 — у Лаосі, 3 — в Китаї. В загальне число репатрійованих входять 25 цивільних консультантів і фахівців. Деякі зі звільнених знаходилися в полоні до восьми років. 